# Pfarrkirche Zissersdorf

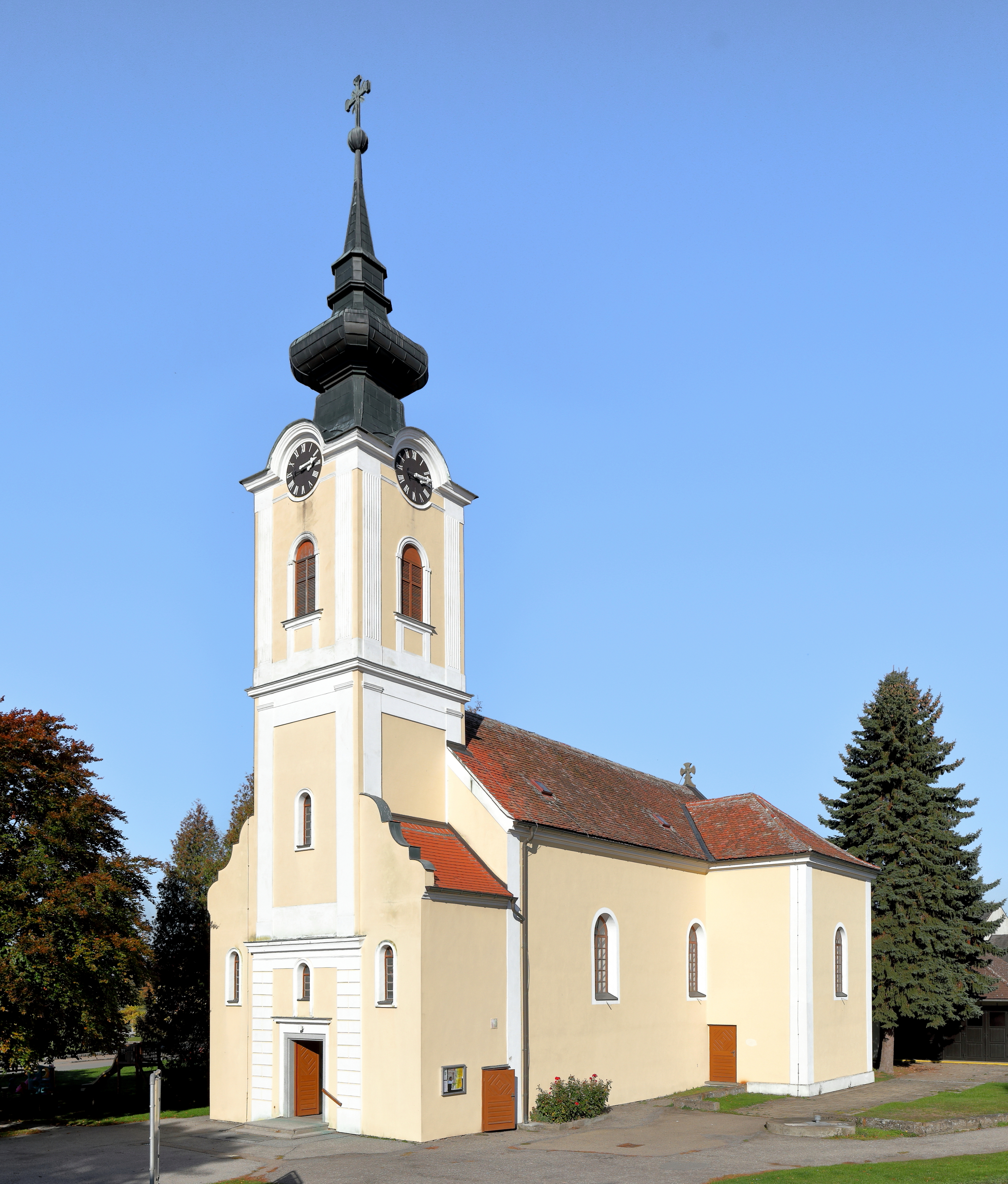
Katholische Pfarrkirche Hll. Märtyrer Johannes und Paulus in Zissersdorf

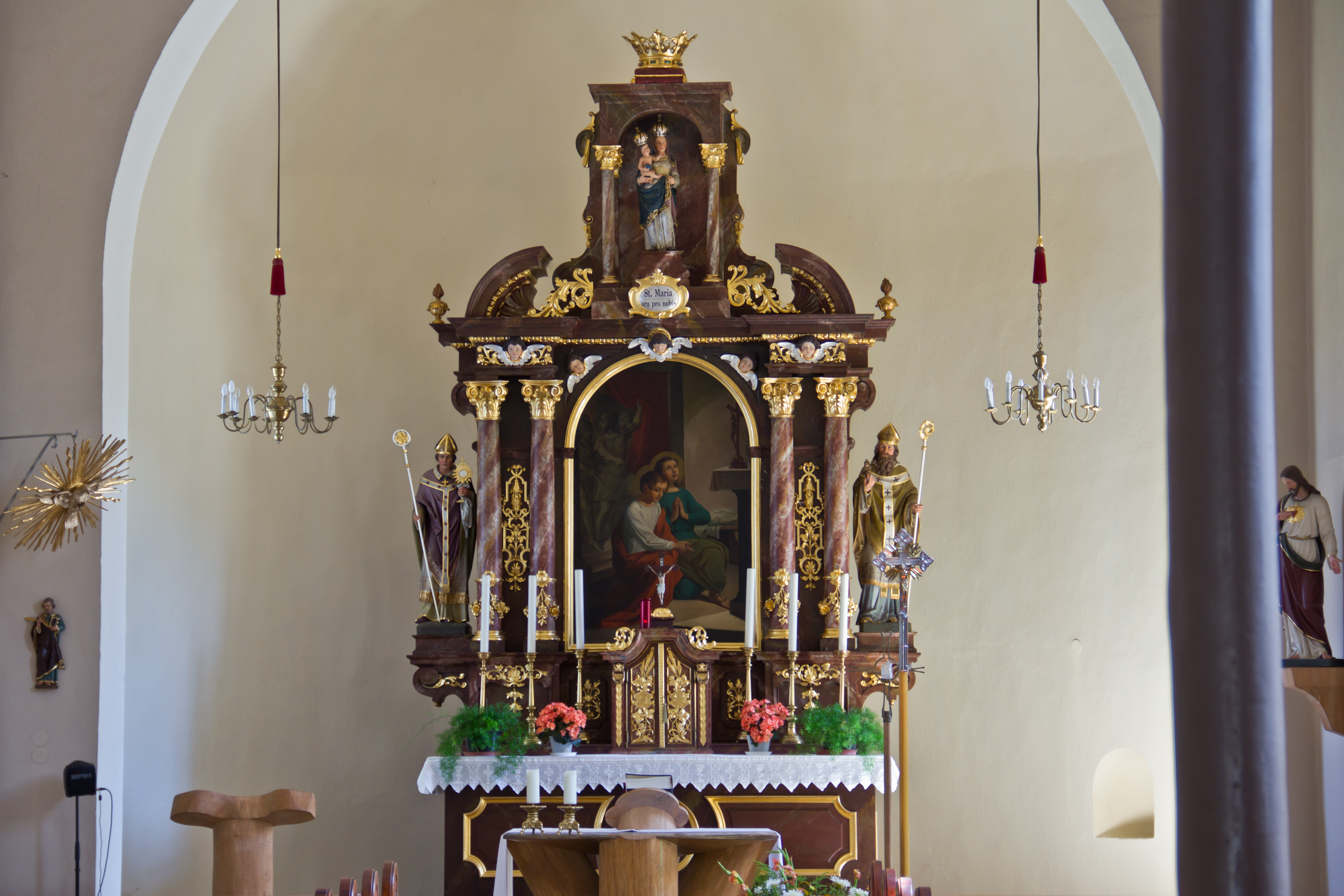
Hochaltar

Die römisch-katholische Pfarrkirche Zissersdorf steht im östlichen Teil des Angers des Dorfes Zissersdorf in der Stadtgemeinde Drosendorf-Zissersdorf im Bezirk Horn in Niederösterreich. Die dem Patrozinium der Heiligen Märtyrer Johannes und Paulus unterstellte Pfarrkirche – dem Stift Geras inkorporiert – gehört zum Dekanat Geras in der Diözese St. Pölten. Die Kirche steht unter Denkmalschutz (Listeneintrag).

## Geschichte
Im 15. Jahrhundert bestand eine Kapelle. Nach der Gründung der Pfarre 1783 wurde die Kirche erbaut. 1862 wurde der Westturm errichtet. 1906 wurde das Langhaus querhausartig erweitert und eine Empore eingebaut.

## Architektur
Die Saalkirche mit einem runden Chorschluss wurde im josephinischen Stil errichtet.
Das Kirchenäußere zeigt ungegliederte Fronten, Rundbogenfenster und am Chor Strebepfeiler. Der 37 m hohe Westturm ist zwischen niedrigeren Anbauten eingestellt und wird mit geschwungenen Giebelwangen flankiert, der Turm zeigt eine Lisenengliederung, Uhrengiebel und trägt einen Zwiebelhelm. 
Das Kircheninnere zeigt im Langhaus eine gekehlte Flachdecke über einem umlaufenden Gesims. Die Westempore mit einer vorschwingenden Brüstung steht auf Ständern aus Gusseisen. Die querschiffartigen Erweiterungen beinhalten einen Sakristeitrakt und eine Marienkapelle. Der Triumphbogen ist rundbogig und führt in eine Apsisnische.

## Ausstattung
Der neobarocke Ädikulaaltar zeigt das Altarbild der Heiligen Johannes und Paulus flankiert von den Figuren der Heiligen Augustinus und Norbert, der Aufsatz trägt die Figur Madonna in Formen um 1700. In der Seitenkapelle steht ein neobarocker Lourdesaltar.
Die Orgel entstand 1906 von Johann Lachmayr. Eine Glocke nennt Ferdinand Drackh 1735.